# Слободо-Межирівська сільська рада
| Слободо-Межирівська сільська рада — колишній орган місцевого самоврядування у Жмеринському районі Вінницької області з адміністративним центром у с. Слобода-Межирівська. Сільській раді підпорядковані населені пункти: - с. Слобода-Межирівська |

## Склад ради
Рада складається з 12 депутатів та голови.

## Керівний склад сільської ради
| ПІБ                            | Основні відомості                                                 | Дата обрання | Дата звільнення |
| ------------------------------ | ----------------------------------------------------------------- | ------------ | --------------- |
| Куртяк В'ячеслав Володимирович | Сільський голова, 1959 року народження, освіта, безпартійний      | 26.03.2006   | 31.10.2010      |
| Куртяк В'ячеслав Володимирович | Сільський голова, 1959 року народження, освіта вища, безпартійний | 31.10.2010   |                 |

Примітка: таблиця складена за даними джерела